# نائیرا هاکوبیان
نائیرا رافائلی هاکوبیان (ارمنی: Նաիրա Ռաֆայելի Հակոբյան؛ انگلیسی: Naira Hakobyan؛ زادهٔ ۶ نوامبر ۱۹۶۶) روان‌شناس و استاد اهل ارمنستان است.

## زندگی‌نامه
وی در ۶ نوامبر ۱۹۶۶ در ایروان به دنیا آمد و از دانشگاه دولتی ایروان (۱۹۸۸) فارغ‌التحصیل گشت. وی در دانشگاه دولتی ایروان و آکادمی مدیریت دولتی جمهوری ارمنستان فعالیت کرده است

## یادداشت
1. ↑  հոգեբանական գիտությունների դոկտոր